# 盐仓 (吕贝克)

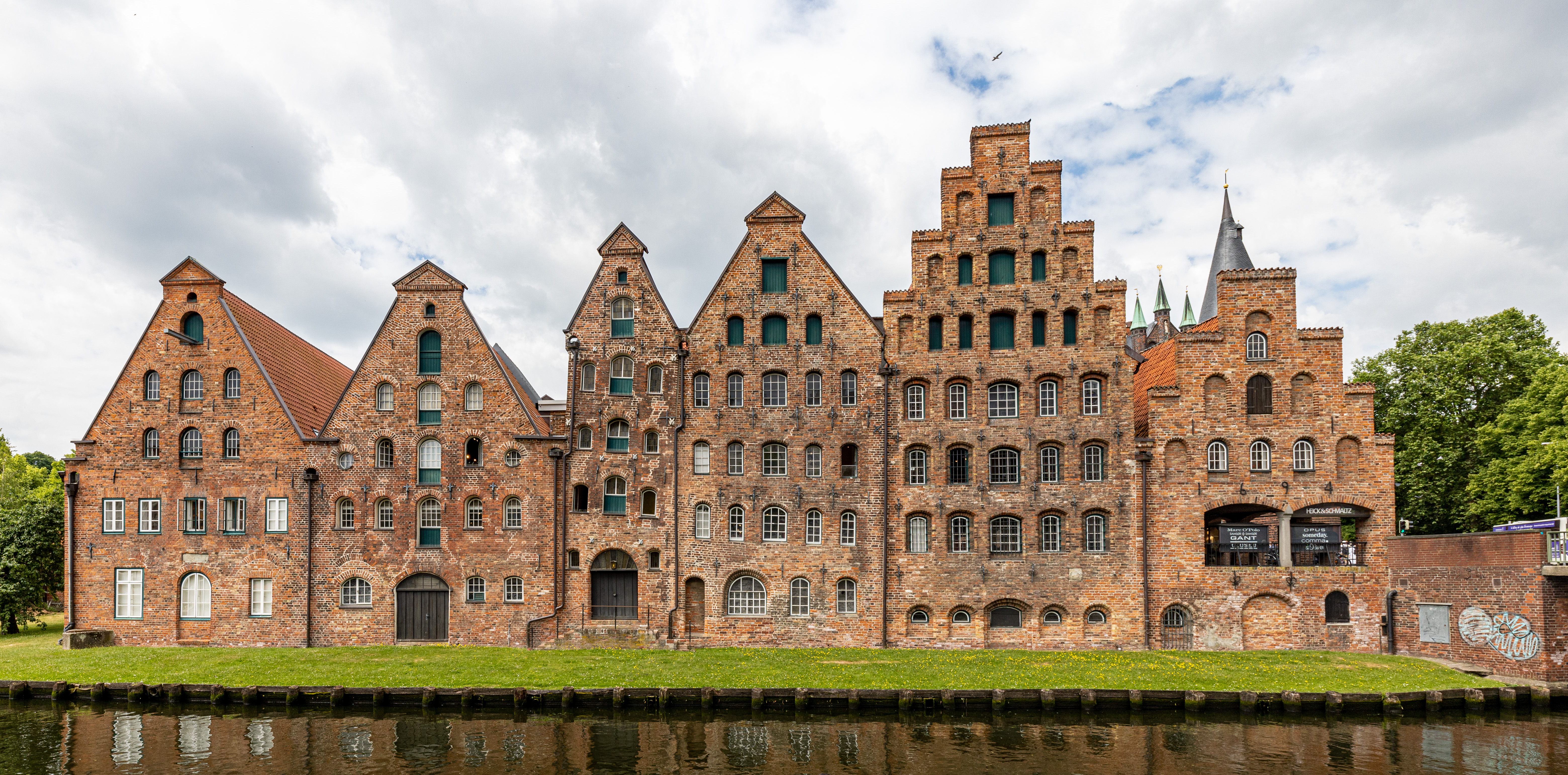

德国的盐仓（德语：Salzspeicher）坐落在吕贝克霍尔斯滕门斜侧的特拉沃河畔，由6座带有山墙的相连砖砌文艺复兴和巴洛克建筑组成，建于1579至1745年间，在汉萨同盟的商业贸易活动中占有重要地位。它在历史上用来储藏从吕讷堡运来的盐，人们用这些盐保存鲱鱼或交换来自斯堪的纳维亚的皮毛或波罗的海国家的黑麦、牛和毛皮。